# UVB-76

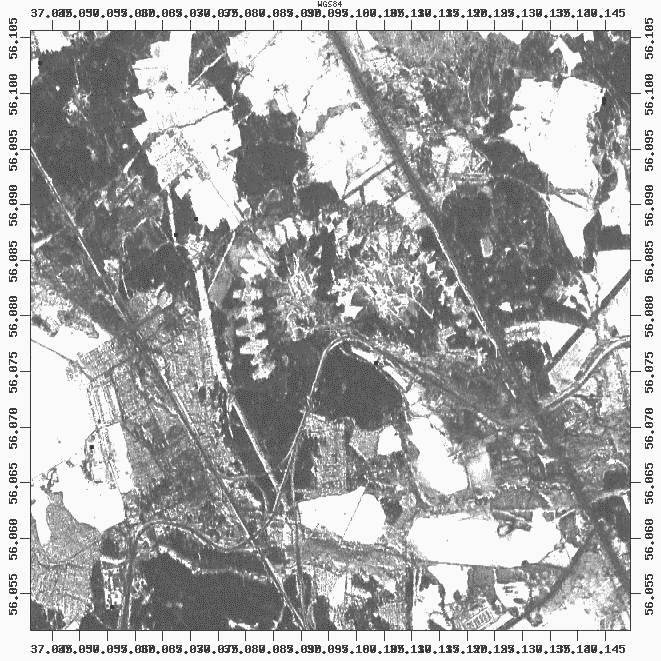
Photo satellite de l'émetteur UVB-76 à Povarovo, en Russie.

UVB-76 (УВБ76 en russe) était l'indicatif d'une station de radio à ondes courtes, et par métonymie la station elle-même qui continue d'exister aujourd'hui. L'indicatif a changé plusieurs fois : en septembre 2010 il devint MDZhB (МДЖБ en russe, orthographe phonétique « Mikhail Dmitri Zhenya Boris »), puis en septembre 2015 ZhUOZ (ЖУОЗ en russe, orthographe phonétique « Zhenya Ulyana Olga Zinaida »). La station émet généralement sur la fréquence 4 625 kHz (fréquences non répertoriées pour les radioamateurs) (en mode BLS). Elle transmet un bourdonnement environ 25 fois par minute, toute la journée. Elle est en activité presque sans interruption depuis les premières émissions, entre 1976 et 1982. De par le son entendu, cette station a reçu le surnom de The Buzzer.
En 2025, le rôle de la station, qui est exploitée par l'armée russe, n'est toujours pas connu du grand public.

## Localisation
L'émetteur serait situé à Povarovo (en), en Russie, à mi-distance entre Zelenograd et Solnetchnogorsk, et à 40 km au nord-ouest de Moscou, près du village de Lojki. La localisation précise de l'émetteur prête régulièrement à débat.

## Transmissions
Aujourd'hui, la station émet un bourdonnement qui dure 1,2 seconde, suivi d'un silence de 1,3 seconde, 23 fois par minute. Par le passé, on pouvait entendre, une minute avant chaque heure pleine et en remplacement du bourdonnement, un son continu qui durait une minute avant la reprise du bourdonnement. Entre 07:00 et 07:50 UTC, la station émettait avec une puissance moindre.

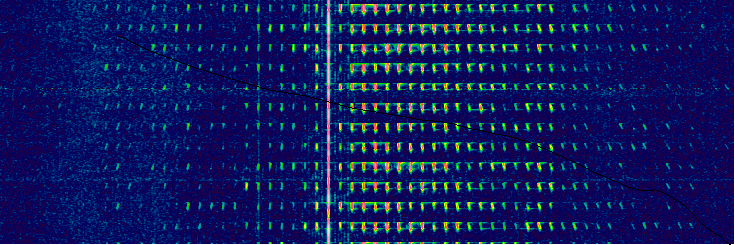
Une analyse spectrale des signaux de UVB-76 montrant la suppression de la bande latérale basse.

UVB-76 est apparemment en activité depuis au moins 1982, tout d'abord sous la forme de la répétition d'un top de deux secondes, puis sous une nouvelle forme depuis le début des années 1990,. Il semblerait que le son ait été changé vers le début 2003 pour un ton plus aigu et plus long (environ 20 fois par minute), mais qu'il a depuis retrouvé son rythme antérieur.
La forme actuelle est en vigueur depuis novembre 2010.
Des conversations distantes et des bruits divers peuvent parfois être entendus en arrière du bourdonnement, ce qui suggérerait que le son est émis via un microphone.
En trois occasions au moins, le 24 décembre 1997, le 12 septembre 2002 et le 21 février 2006, le signal a été remplacé par un message vocal,. Les voix employées souffraient d'une forte distorsion qui rendait leur message difficilement compréhensible. Après ces émissions, le bourdonnement a repris. Les messages débutant par l'indicatif de la station, ils ont permis de connaître celui-ci.
Alors que les messages vocaux étaient rares, depuis septembre 2010 l'activité a considérablement augmenté pour atteindre pratiquement un message par jour. Parfois plusieurs messages sont envoyés le même jour. Ceci coïncide avec le moment du changement d'indicatif de la station. Aujourd'hui, elle transmet également des prénoms et des nombres en russe. 
La transmission a déjà été interrompue plusieurs fois. En 2010 cela est arrivé une douzaine de fois parfois pendant seulement quelques heures, parfois pendant plusieurs jours comme en septembre, octobre et décembre 2010.

### Liste des messages émis par UVB-76
| Date       | Heure UTC | Message                                                                                            |
| ---------- | --------- | -------------------------------------------------------------------------------------------------- |
| 24.12.1997 | 21:58     | 180 08 BROMAL 74 27 99 14                                                                          |
| 24.12.2000 | 12:30     | 74 148 ANTIMONAT 26 37 09 31                                                                       |
| 24.12.2000 | 12:45     | 61 21 ANTIMONAT 26 37 09 31                                                                        |
| 01.12.2002 | 10:51     | 01 213 SKIF 38 87 23 95                                                                            |
| 06.12.2002 | 07:03     | 28 138 KARIAMA 77 56 01 51 AGGRADACIYA 05 51 55 97 GLAShATEL' 76 78 55 08                          |
| 20.12.2002 | 18:43     | 45 359 DELMEZON 37 49 63 35                                                                        |
| 15.01.2003 | 08:55     | 79 992 BONGU 99 23 77 68 BRONShshIK 71 17 57 70                                                    |
| 15.01.2003 | 15:30     | 03 517 KAMACIT 86 68 88 86                                                                         |
| 16.01.2003 | 17:00     | 90 824 KROLIST 53 26 62 56                                                                         |
| 16.01.2003 | 17:56     | 73 858 PODShEFNYJ 86 91 03 74                                                                      |
| 17.01.2003 | 09:00     | 93 310 BILADIT 80 81 84 49                                                                         |
| 17.01.2003 | 14:02     | 98 042 VYLENIE 36 20 09 83                                                                         |
| 21.01.2003 | 09:52     | 80 516 GANOMATIT 21 23 86 25                                                                       |
| 24.01.2003 | 17:25     | 07 526 RAZDVIZhOJ 18 47 27 96                                                                      |
| 30.01.2003 | 08:04     | 01 851 AZOTIN 18 89 24 02                                                                          |
| 30.01.2003 | 17:57     | 57 084 INICIAL' 76 16 56 79                                                                        |
| 07.02.2003 | 09:03     | 15 286 ANGLEZ 51 09 98 29 BUShMAR 89 89 55 79 NOMINACIYa 74 97 16 56                               |
| 07.02.2003 | 09:34     | 85 596 KLASA 81 00 02 91                                                                           |
| 11.02.2003 | 17:58     | 12 733 EDINENIE 67 79 66 32                                                                        |
| 01.03.2003 | 10:30     | 60 130 VATRUH 58 89 54 54                                                                          |
| 21.03.2003 | 10:28     | 95 695 TREZVENIK 16 24 54 27 TVORAIN 16 24 02 30                                                   |
| 24.03.2003 | 06:51     | 01 705 BRAMIRKA 18 49 70 39                                                                        |
| 21.02.2006 | 07:57     | 65 265 FELAK 17 09 08 98 TEPEPShIK 85 59 75 59 TPLEABF 75 25 25 8                                  |
| 29.09.2009 | 16:00     | 99 884 ASASDNYJ 42 67 28 17                                                                        |
| 25.01.2010 | 17:13     | 95 313 SUPRTKA 54 15 12 56                                                                         |
| 23.08.2010 | 13:35     | 93 882 NAIMINA 74 14 35 74                                                                         |
| 25.08.2010 | 06:54     | 38 527 AKKRECIYa 36 09 55 73                                                                       |
| 05.09.2010 | 13:39     | 19 703 PREGRADA 80 18 06 57                                                                        |
| 10.09.2010 | 15:16     | 27 416 TREKATOR 52 50 10 95 AREOGRAFIYa 18 05 35 23                                                |
| 12.10.2010 |           | МДЖБ МДЖБ 58 685 ПРУТЯНОЙ 63 85 99 71 АРУН 08 35 35 98                                             |
| 16.10.2010 | 15:05     | МДЖБ МДЖБ 38 675 ЕПИСКОПИЯ 20 11 49 20 СПОНА 59 31 55 74                                           |
| 17.10.2010 | 14:24     | МДЖБ МДЖБ 60 382 АПЛАНАТИЗМ 44 34 58 31 ТРОПОСФЕРА 02 39 53 68                                     |
| 17.10.2010 | 14:47     | МДЖБ МДЖБ 24 727 АПЛАНАТИЗМ 44 34 58 31 ТРОПОСФЕРА 02 39 53 68                                     |
| 18.10.2010 | 13:24     | МДЖБ МДЖБ 48 713 БРЯНТА 48 93 69 91 ОРТОЛАН 74 63 11 98 ПРОКЛИЗА 69 10 45 66 ХРОМАТИЗМ 59 54 01 94 |
| 19.10.2010 | 14:01     | МДЖБ МДЖБ 67 853 ПРОМ-ВАНИЕ 04 13 56 03 ТРОПИЛИ 12 06 16 10                                        |
| 01.11.2010 | 16:00     | МДЖБ МДЖБ 57 594 ЕРСА 33 65 22 05 АРЕНДН-Й 73 53 61 95                                             |
| 11.11.2010 | 14:00     | Recorded conversation                                                                              |
| 20.11.2010 | 17:16     | МДЖБ МДЖБ 92 852 ЕПИСКОПИЯ 20 11 49 20 МЯГКОТЕЛ-Й 07 98 37 35                                      |
| 29.11.2010 | 14:05     | МДЖБ МДЖБ 06 351 КРП?УМ 01 48 02 45                                                                |
| 30.11.2010 | 15:03     | МДЖБ МДЖБ 56 197 ЯРМО 84 74 15 42 ПРОСТУЮ 25 50 03 98                                              |
| 01.12.2010 | 14:22     | МДЖБ МДЖБ 39 478 АРТЕРЕОН 42 39 90 09 ВЯЗОВ-Й 78 81 57 15                                          |
| 02.12.2010 | 14:40     | МДЖБ МДЖБ 39 351 ПРЕГРАДА 80 18 06 57                                                              |
| 03.12.2010 | 15:16     | МДЖБ МДЖБ 75 854 ОПРТГА 24 06 19 21 ОПЛИТ 99 39 85 77                                              |
| 05.12.2010 | 12:22     | МДЖБ МДЖБ 76 846 АРГОТИЧН-Й 73 16 03 97 УРВАНН-Й 78 30 68 39                                       |
| 09.12.2010 | 12:33     | МДЖБ МДЖБ 33 981 ОРФОРАМ 14 14 74 37                                                               |
| 09.12.2010 | 12:05     | МДЖБ МДЖБ 80 019 КРОВНИК 56 50 47 49 АРЕНДН-Й 73 53 61 95                                          |
| 05.01.2011 |           | МДЖБ МДЖБ 79 612 СКОПЛЕНИЕ 15 81 75 54 МДЖБ МДЖБ 26 739 ИКОНОМЕТР 65 71 18 45                      |
| 20.01.2011 | 02:02     | МДЖБ МДЖБ 05 482 НАМИРА 29 73 72 71                                                                |
| 26.01.2011 | 14:58     | МДЖБ МДЖБ 19 553 ИЛОТИЦИН 36 19 69 46 ХЛОРАПАТИТ 80 80 29 83                                       |
| 04.09.2011 |           | МДЖБ 80 413 КИЗЯК 95 26 24 34                                                                      |
| XX.06.2012 |           | приём                                                                                              |
| 25.01.2013 | 08:57     | МДЖБ ОБЪЯВЛЕНА КОМАНДА 135                                                                         |
| 03.04.2013 | 12:28     | Я — Ревизор. Воздух: 30 25 76 618 75 852 13 / 33 20 77 78                                          |
| 18.03.2014 | 17:00     | МДЖБ МДЖБ 81 29 ТЕРРАКОТА                                                                          |
| 16.04.2021 | 08:07     | НЖТИ 82 890 ZhANRONATsI ЖАНРОНАЦИ 13 68 06 04                                                      |
| 28.01.2023 | 08:03     | HЖTИ 81 934 HEOHOBЫЙ 76 43 17 56                                                                   |
| 10.04.2023 | 14:47     | НЖТИ НЖТИ 55233 ПЛЯЖOКОТ 5403 1602                                                                 |
| 21.11.2024 | 16:55     | НЖТИ 97060 КЛАВИАТУРА 0226 3006                                                                    |
| 30.01.2025 | 15:46     | НЖТИ НЖТИ 30787 НИТРОМОПС 7272 3084                                                                |

## Équipement
La station utilise des émetteurs Molniya-2M (PKM-15) et Molniya-3 (PKM-20), ainsi qu'un émetteur de secours Viaz-M2. La puissance de l'émission est d'environ 10 kW ; entre 7:00 et 7:50 UTC, elle est de 2,5 kW. Le modèle d'antenne est un dipôle horizontal VGDSh (Nadenenko), d'une hauteur d'environ 20 m.
Des défaillances de tonalité et les arrêts de la station laissent suggérer un équipement vieillissant et en proie aux pannes.

## Utilité
En 2022, l'utilité de la station n'est pas connue et les spéculations sont nombreuses : d'un analogue d'une station de nombres à des fins d'espionnage à la transmission d'un signal de veille automatique.
Une autre utilisation possible serait le mesurage constant des propriétés dynamiques de l'ionosphère. La fréquence et l'utilisation à long terme des mêmes bips sont parfaitement bien adaptés à cet usage, et ont déjà été utilisés dans le cadre de recherches scientifiques. Cette théorie offre une explication raisonnable de l'utilisation ininterrompue sur des années des mêmes bips sur la même fréquence, de la synchronisation temporelle à chaque heure, et de l'utilisation d'une vieille technique que les progrès ont rendu obsolète pour les autres usages envisagés. La raison pour laquelle le secret est maintenu n'est pas claire, celle de l'utilité pour l'armée ou le gouvernement russe ne l'est pas non plus.
De nombreuses théories ont émergé sur le but de cette station. L'une d'entre elles est qu'elle serait un composant permettant l'activation d'armement atomique russe datant de la guerre froide, ce qui donne lieu à une légende selon laquelle, si le buzzer cesse de biper, cela déclenchera des frappes atomiques. Ces théories sont néanmoins infirmées par l'arrêt de la station plusieurs fois depuis sa création, ainsi que par les messages envoyés de manière récurrente. Une autre théorie veut que cette station soit utilisée à des fins d'espionnage. Le buzzer serait alors un système ayant pour but d'empêcher d'autres personnes d'émettre sur cette fréquence lorsque celle-ci n'est pas utilisée. 

## Postérité
Cette station de nombre figure dans The Conet Project au CD4, piste 32.